# شلايدن
اشلايدن (بالألمانية: Schleiden) هي بلدة ألمانية تقع في ألمانيا في أويسكيرشن. يقدر عدد سكانها بـ 13,675 نسمة .